# Livret d'accueil
 (août 2016).
Le livret d’accueil est, en droit français, un document d’information obligatoire qui doit être remis à toute personne accueillie ou accompagnée par un établissement ou service social et médico-social (ESSMS). L’objectif poursuivi par ce document est de permettre le respect du droit des usagers au sens de l’article L. 311-3 du code de l'action sociale et des familles et, en particulier, de prévenir les risques de maltraitance.

## Utilisation
Sont impérativement annexés au livret d’accueil la Charte des droits et libertés de la personne accueillie ainsi que le règlement de fonctionnement. Toute non conformité à ce cadre juridique – certes minimaliste – est de nature à justifier l’infliction d’une amende administrative au visa de l’article L. 141-1, III, 9° du Code de la consommation.

## Portée
La question de la portée du livret d’accueil se pose ; le professeur Lhuillier considère que ce support sert des objectifs d’information, de pédagogie, de communication et de valorisation externe des activités des établissements et services. Par ailleurs, la circulaire DGAS/SD 5 no 2004-138 du 24 mars 2004 relative à la mise en place du livret d'accueil prévu à l'article L. 311-4 du CASF (BO Santé no 2004/15). définit un contenu possible du document par des formulations non impératives mais indicatives. Il est ainsi permis de considérer, compte tenu des nombreuses exigences d’information qui résultent par ailleurs du régime contractuel applicable (cf. infra, notamment à propos des qualifications de contrat d’entreprise et de contrat de consommation), que le livret d’accueil n’a pas de valeur contractuelle, sauf à ce que l’organisme gestionnaire l’ait lui-même choisi.